# Yakkity Yak
Yakkity Yak ist eine 52-teilige australische Zeichentrickserie von Autor Mark Gravas, die bei Nickelodeon läuft.

## Inhalt
Es geht dabei um das 12-jährige Yak Yakkity, das zusammen mit einer Ananas (Keo) und dem Mädchen Lemony in Onion Falls lebt. Yakkity möchte unbedingt Komiker werden, aufgrund seines ungewöhnlichen Humors gestaltet sich das aber schwierig. Weitere durchgehende Rollen sind Oma Yak, Chuck, Professor Crazyhair und Mr. Highpants. Die Serie wurde für den deutschsprachigen Markt bei der Arena-Synchron Berlin synchronisiert.

## Figuren
Yakkity Yak ist ein 12-jähriger Yak, der Komiker sein möchte. Er hängt mit seinen Freunden Keo und Lemony rum und lebt bei seiner Großmutter. Seine Eltern kommen nicht in der Serie vor.
Keo ist ein Mensch, der über dem Kopf eine Ananas trägt. Er ist sehr intelligent, hat jedoch Lampenfieber. Er hat Probleme mit seinem Vater.
Lemony ist ein blondes Mädchen, das eine lebhafte Fantasie hat.
Großmutter Yak ist Yaks Großmutter. Sie hat Yaks impulsive Gene.

## Titelmelodie
Der Titel Yakety Yak der "The Coasters" von 1958 wurde zumindest in der englischen Variante in aktualisierter Form von Kindern gesungen.    

## Synchronisation
| Rolle           | Englischer Sprecher | Deutscher Sprecher |
| --------------- | ------------------- | ------------------ |
| Yakkity Yak     | Lee Tockar          | Joachim Kaps       |
| Keo             | Brian Drummond      | Rainer Fritzsche   |
| Lemony          | Andrea Libman       | Daniela Reidies    |
| Oma Yak         | Pam Hyatt           | Barbara Ratthey †  |
| Chuck           |                     | Frank Schröder     |
| Mr Trilobyte    | Jason Schombing     | Jan Spitzer        |
| Mr Highpants    | Ian James Corlett   | Uwe Büschken       |
| Prof. Crazyhair | Scott McNeil        | Michael Pan        |